# Cirricaecula
Cirricaecula is een geslacht van straalvinnige vissen uit de familie van slangalen (Ophichthidae).

## Soorten
- Cirricaecula johnsoni Schultz, 1953
- Cirricaecula macdowelli McCosker & Randall, 1993